# 益城本線料金所
益城本線料金所（ましきほんせんりょうきんじょ）は熊本県上益城郡益城町にある、九州中央自動車道の本線料金所である。2014年3月22日の嘉島JCT - 小池高山ICの開通に合わせて運用を開始した。

## 料金所
- ブース数：4

### 熊本・鹿児島・福岡方面
- ブース数：2
  - ETC専用：1
  - 一般：1

### 山都・高千穂・延岡方面
- ブース数：2
  - ETC専用：1
  - ETC/一般(自動精算機)：1

## 隣
E77 九州中央自動車道
(15-2)嘉島JCT - 益城TB - (1)小池高山IC